# Horsham (distretto)
Horsham è un distretto del West Sussex, Inghilterra, Regno Unito, con sede nella città omonima.
Il distretto fu creato con il Local Government Act 1972, il 1º aprile 1974 dalla fusione del distretto urbano di Horsham col distretto rurale di Chanctonbury e col distretto rurale di Horsham.

## Parrocchie civili
- Amberley
- Ashington
- Ashurst
- Billingshurst
- Bramber
- Broadbridge Heath
- Coldwaltham
- Colgate
- Cowfold
- Henfield
- Itchingfield
- Lower Beeding
- North Horsham
- Nuthurst
- Parham
- Pulborough
- Rudgwick
- Rusper
- Shermanbury
- Shipley
- Slinfold
- Southwater
- Steyning
- Storrington and Sullington
- Thakeham
- Upper Beeding
- Warnham
- Washington
- West Chiltington
- West Grinstead
- Wiston
- Woodmancote